# Taxufine ibne Ali ibne Iúçufe
Taxufine ibne Ali ibne Iúçufe  (em árabe: تاشفين بن علي; romaniz.: Tasufin ibn Ali ibn Yusef; m. 1145) foi filho de Ali ibne Iúçufe, terceiro emir da dinastia berbere dos Almorávidas. Em 1138, Ali ibne Iúçufe nomeou o seu filho Taxufine como herdeiro, e o último assumiria o poder em 1143 com a morte de seu pai. Em 1145, Taxufine ibne Ali foi assassinado enquanto tratava de recuperar o Alandalus, que recuperara a sua independência no ano anterior. O seu sucessor foi Ibraim ibne Taxufine, que reinaria durante pouco tempo. O último líder dos Almorávidas, Ixaque ibne Ali, foi assassinado enquanto estava tomando Marraquexe pelos almóadas em 1147.